# Sacha le Rouge
Sacha le Rouge (en russe : Sacha Krasny, Саша Красный), nom de plume d'Alexandre Davydovitch Brianski (en russe : Александр Давыдович Брянский), né le 16 septembre 1882 (28 septembre 1882 dans le calendrier grégorien) à Sébastopol sous l'Empire russe et mort le 2 mars 1995  à Moscou, est un poète et auteur-compositeur soviétique d'ascendance juive. C'est l'un des fondateurs du théâtre collectif agit-prop Blouse Bleue.
Son premier livre est publié à Odessa en 1912 et son dernier en 1993.

## Biographie
Alexandre Brianski est le quatrième enfant de David Brianski, un tailleur à Sébastopol. Le garçon a cinq ans, quand sa famille vient s'installer à Odessa, où naissent encore deux enfants. À l'âge de douze ans, il entre en apprentissage chez un spécialiste de la retouche du studio photographique Rembrandt. Il s'essaye ensuite à toute sorte de métiers, il travaille entre autres dans la rubrique des petites annonces du journal Youzhanka (« Южанка »), à la création de vitrines de la boutique Zhenskie roukodelia (« Женские рукоделия »), comme clown dans un cirque, comme ouvrier à la scierie, à la fabrique de tabac, à l'atelier de filets et de cordages, comme plombier et comme peintre en bâtiment. En 1905-1907, il commence à lire ses poésies d'inspiration sociale devant le public.
En 1909, il entame les études dans la classe de peinture à l'école des beaux arts Guinsbourg. Il se produit ensuite comme chansonnier et artiste de spoken word sous le pseudonyme Sacha le Rouge, choisi pour l'évocation de sa couleur de cheveux. En 1911, il intègre la troupe de théâtre Vokroug sveta («Вокруг света») dont la salle de spectacle se situe au croisement des rues Pouchkinskaïa et Ouspenskaïa.
Son premier recueil de poésies intitulé Si j'étais Youli Oubeïko («Если был бы я Убейко Юлий»), paru en 1912, évoque le nom du chansonnier ukrainien d'entre deux siècles Youli Oubeïko (1874-1920).
En 1914, il fait connaissance de Vladimir Maïakovski dont il sera ami jusqu'à la mort de ce dernier.
Il participe aux opérations militaires de la Première Guerre mondiale. Après une blessure, décoré de la croix de Saint-Georges de la IVe classe, il se voit incorporé dans la 180e unité de réserve. Actif lors de la Révolution russe, il fait partie de la garde de Lénine à la Gare de Finlande.
Il collabore avec le périodique Goudok, d'abord comme reporter (1920), puis comme chef de la rubrique littéraire (1921). Parmi ses collègues sont Valentin Kataïev, Iouri Olecha, Ilf et Pétrov. Il collabore également avec le quotidien Troud. Il rejoint le mouvement de Blouse Bleue en 1923.
Bon portraitiste, Sacha le Rouge exécute de nombreux portrait à l'huile et au crayon de ses amis et contemporains: Vladimir Lénine, Maïakovski, Isaac Babel, Igor Severianine, Leonid Sobinov etc.
Le Théâtre de Sacha le Rouge est fondé au milieu des années 1920 et effectue de nombreuses tournées dans les années 1920-1930.
Lors de la Seconde Guerre mondiale, avec son épouse actrice Nina Vilner, il donne plus de 250 représentations devant les soldats sur le front.
Après la guerre, l'artiste vit à Moscou et participe aux soirées littéraires dans les écoles et les entreprises, écrit les pièces de théâtre, récits et nouvelles, publie les recueils de poésie.
Membre de l'Union des écrivains soviétiques depuis 1984, Sacha le Rouge poursuit son œuvre jusqu'à la fin de sa vie. Au début des années 1990, il publie encore le recueil Juste sur l'amour («Только о любви» 1993), achève le livre autobiographique Les Souvenirs («Воспоминания») dont les extraits paraissent dans la presse moskovite et le manuscrit du roman Krasnogvardeïtsy («Красногвардейцы») qui ne trouvera pas d'éditeur.
Mort le 2 mars 1995, Sacha le Rouge est enterré au cimetière Donskoï.

## Vie privée
Sacha le Rouge est marié avec l'actrice Nina Fiodorovna Vilner (1905-1987). Leur fils Boris (ru) (1928-1972) est aussi poète et auteur-compositeur.